# Saison 7 de The Voice Kids (France)
La saison 7 de The Voice Kids réalisée par Tristan Carné et Didier Froehly est diffusée sur TF1 du 22 août 2020 au 14 novembre 2020. L'émission compte 8 soirées : 4 soirées d'auditions à l'aveugle, 2 soirées de battles, 1 soirée pour la demi-finale et enfin la finale.

## Participants

### Coachs et présentateurs[1],[2]
L'émission est présentée par :
- Nikos Aliagas, sur le plateau et pendant l'accueil des familles ;
- Karine Ferri, dans les coulisses et sur le plateau.

Le jury est composé de:
- Soprano, chanteur, rappeur et compositeur français
- Jenifer, chanteuse et actrice française
- Kendji Girac, chanteur français et vainqueur de la saison 3 de The Voice : La Plus Belle Voix
- Patrick Fiori, auteur-compositeur-interprète français

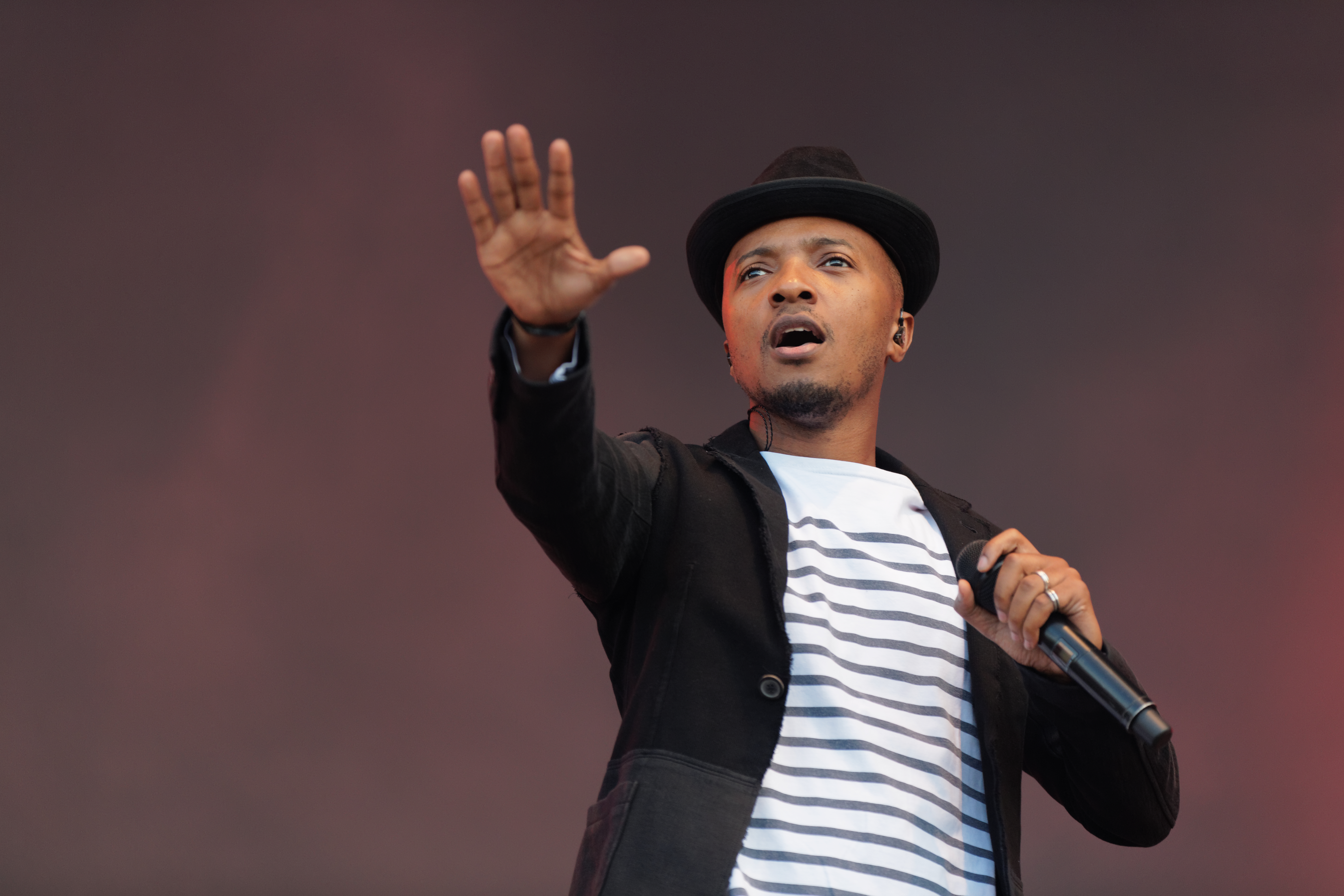
Soprano
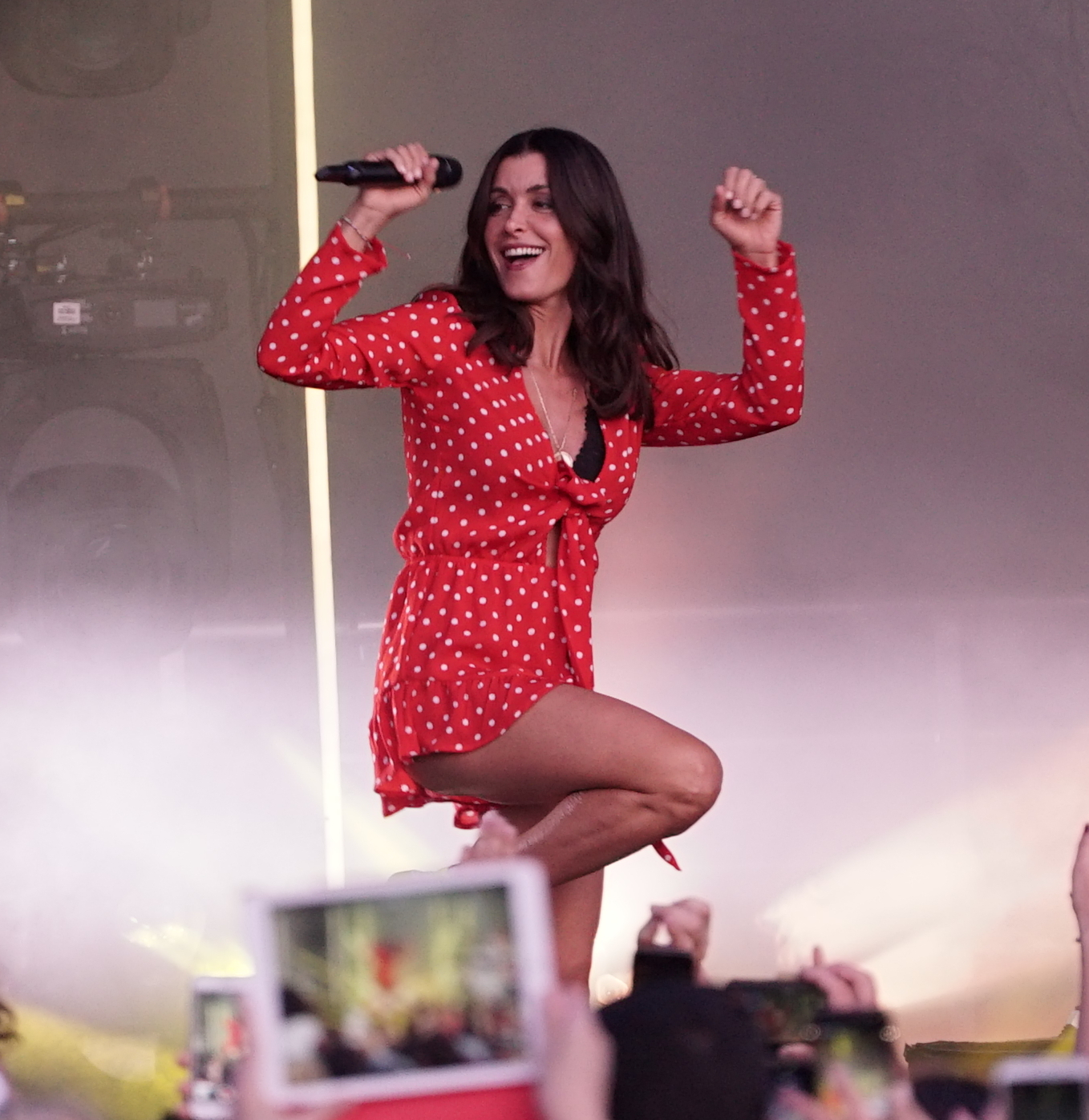
Jenifer
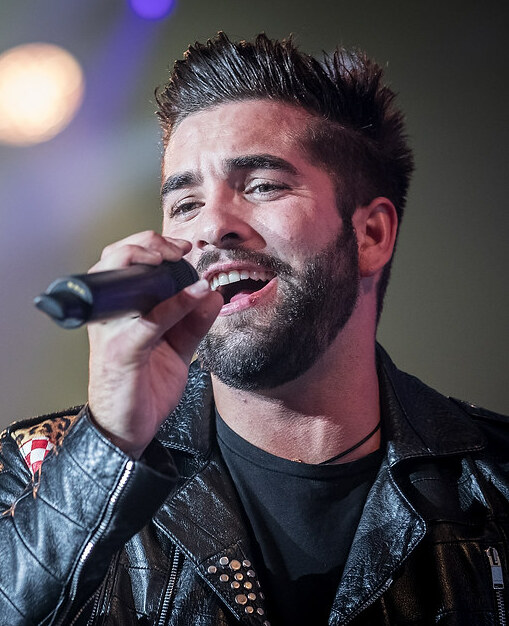
Kendji Girac
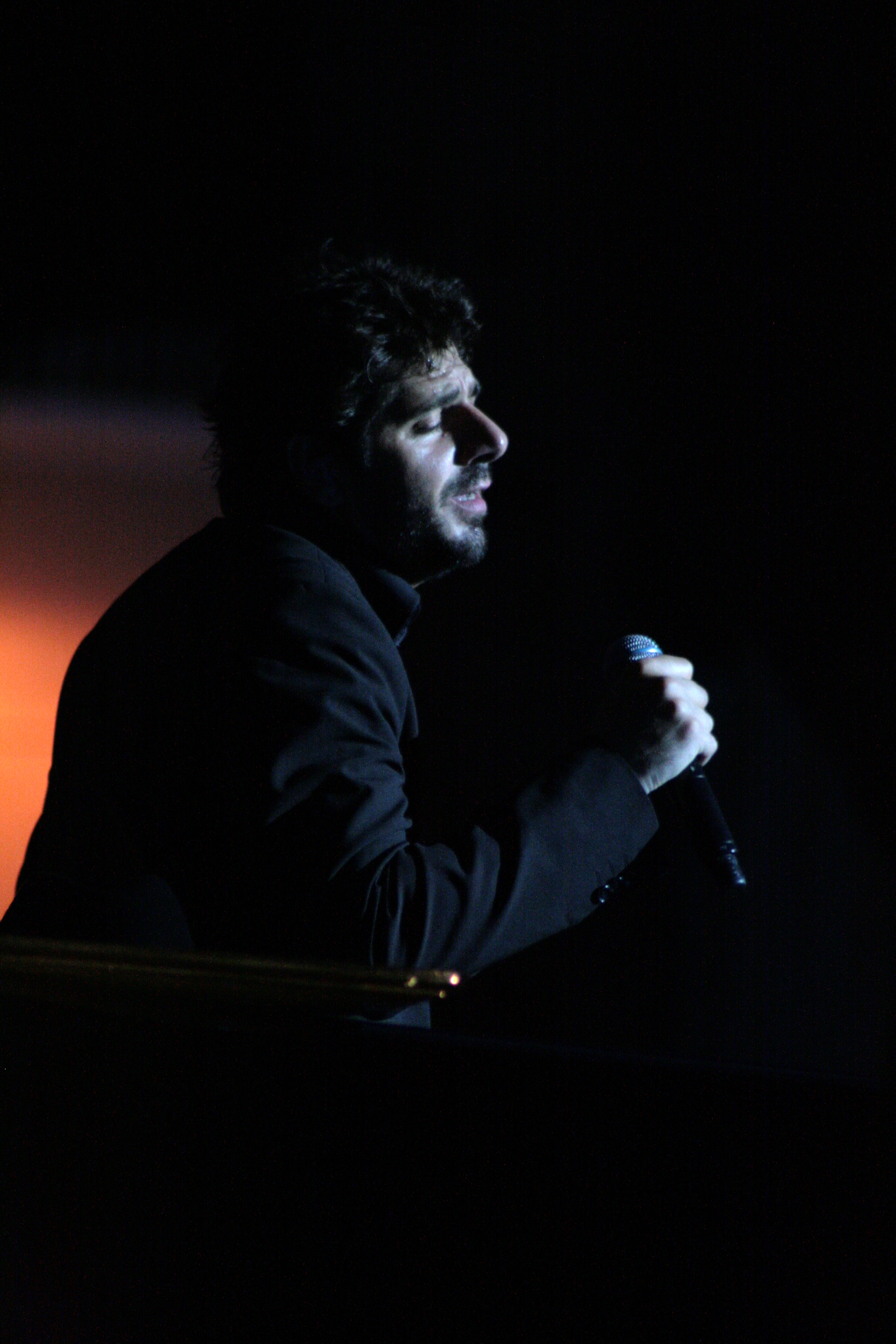
Patrick Fiori

### Candidats
| Étapes                  | #  | Soprano    | Jenifer   | Kendji Girac  | Patrick Fiori |
| ----------------------- | -- | ---------- | --------- | ------------- | ------------- |
| Finalistes              | 1  |            |           | Abdellah (2e) | Rébecca (1re) |
| Finalistes              | 1  | Naomi (3e) | Éma (4e)  |               |               |
| Finalistes              | 2  | Enzo       | Sara      |               |               |
| Finalistes              | 2  | Rania      | Lissandro |               |               |
| Éliminés en demi-finale | 3  | Timéo      | Léna      | Chiara        | Samvel        |
| Éliminés en demi-finale | 4  | Zoé        | Lohi      | Jody          | Alice         |
| Éliminés aux Battles    | 5  | Ilan       | Tess      | Chloé         | Maya          |
| Éliminés aux Battles    | 6  | Arnaud     | Noémie    | Stefi         | Tchavolo      |
| Éliminés aux Battles    | 7  | Myriam     | Ferdinand | Arieh         | Emma          |
| Éliminés aux Battles    | 8  | Flora      | Jérémy    | Lou           | Élaia         |
| Éliminés aux Battles    | 9  | Maxence    | Nathan    | Tony          | Musical Kids  |
| Éliminés aux Battles    | 10 | Diodick    | Kanesha   | Maxime        | Julien        |
| Éliminés aux Battles    | 11 | Illian     | Éva       | Marilou       | Thomas        |
| Éliminés aux Battles    | 12 | Lola       | Gabrielle | Émilia        | Martin        |

## Déroulement

### Étape 1: Les auditions à l'aveugle
Le principe est, pour chaque coach, de choisir les meilleurs candidats présélectionnés par la production. Lors des prestations de chaque candidat, chaque jury et futur coach est assis dans un fauteuil, dos à la scène et face au public, et écoute la voix du candidat sans le voir (d'où le terme « auditions à l'aveugle »). Lorsqu'il estime qu'il est en présence d'un bon candidat, le juré appuie sur un buzzer devant lui, qui retourne alors son fauteuil face au candidat, ce qui signifie que le juré, qui découvre enfin physiquement le candidat, est prêt à coacher le candidat et le veut dans son équipe. Si le juré est seul à s'être retourné, alors le candidat va par défaut dans son équipe. Par contre, si plusieurs jurés se retournent, c'est alors au candidat de choisir quel coach il veut rejoindre.
Une nouveauté a fait son apparition depuis la saison 6 : le « block », inspiré par la version américaine du programme. Ce bouton permet aux coachs de bloquer un autre coach afin de lui interdire d'incorporer un talent dans son équipe. Mais chaque coach n'a le droit d'utiliser ce bouton qu'une seule fois pendant les auditions à l'aveugle.

#### Épisode 1: les auditions à l'aveugle (1)
Le premier épisode est diffusé le 22 août 2020 à 21 h 5.
Les coachs ont interprété Aimer est plus fort que d'être aimé de Daniel Balavoine.
Légende
| Ordre | Candidat  | Âge | Localisation                   | Chanson                                                  | Choix des coachs et des candidats | Choix des coachs et des candidats | Choix des coachs et des candidats | Choix des coachs et des candidats |
| Ordre | Candidat  | Âge | Localisation                   | Chanson                                                  | Soprano                           | Jenifer                           | Kendji                            | Patrick                           |
| ----- | --------- | --- | ------------------------------ | -------------------------------------------------------- | --------------------------------- | --------------------------------- | --------------------------------- | --------------------------------- |
| 1     | Timéo     | 12  | Craon, Mayenne                 | Never Enough - Loren Allred                              | Rejoint                           | Le coach a buzzé sur ce candidat  | Le coach a buzzé sur ce candidat  | Le coach a buzzé sur ce candidat  |
| 2     | Lissandro | 10  | Théding, Moselle               | Too Much - Elvis Presley                                 | Le coach a buzzé sur ce candidat  | Rejoint                           | Le coach a buzzé sur ce candidat  | Le coach a buzzé sur ce candidat  |
| 3     | Rébecca   | 9   | Cannes, Alpes-Maritimes        | Comme toi - Jean-Jacques Goldman                         | Le coach a buzzé sur ce candidat  | Le coach a buzzé sur ce candidat  | Le coach a buzzé sur ce candidat  | Rejoint                           |
| 4     | Diodick   | 10  | Le Mans, Sarthe                | Mirza - Nino Ferrer                                      | Rejoint                           | Le coach a buzzé sur ce candidat  | —                                 | Le coach a buzzé sur ce candidat  |
| 5     | Inès      | 14  | Moncé-en-Belin, Sarthe         | Un jour au mauvais endroit - Calogero                    | Éliminée                          | Éliminée                          | Éliminée                          | Éliminée                          |
| 6     | Rania     | 10  | Blois, Loir-et-Cher            | Listen - Beyoncé                                         | Rejoint                           | Le coach a buzzé sur ce candidat  | Le coach a buzzé sur ce candidat  | Le coach a buzzé sur ce candidat  |
| 7     | Sara      | 12  | Blois, Loir-et-Cher            | Figures - Jessie Reyez                                   | Le coach a buzzé sur ce candidat  | Rejoint                           | Le coach a buzzé sur ce candidat  | Le coach a buzzé sur ce candidat  |
| 8     | Maxime    | 9   | Perpignan, Pyrénées-Orientales | Tant com me quedarà - Jordi Barre                        | —                                 | Le coach a buzzé sur ce candidat  | Rejoint                           | —                                 |
| 9     | Élaia     | 12  | Athis-Mons, Essonne            | Love on the Brain - Rihanna                              | —                                 | —                                 | Patrick                           | Rejoint                           |
| 10    | Jérémy    | 14  | Rouen, Seine-Maritime          | Le chanteur malheureux - Claude François                 | —                                 | Rejoint                           | —                                 | —                                 |
| 11    | Noémie    | 12  | Punaauia, Polynésie française  | Creep - Radiohead                                        | Le coach a buzzé sur ce candidat  | Rejoint                           | Jenifer                           | Le coach a buzzé sur ce candidat  |
| 12    | Gersende  | 11  | Vierzon, Cher                  | Rang vo meng dang qi shuang - Chant traditionnel chinois | Éliminée                          | Éliminée                          | Éliminée                          | Éliminée                          |
| 13    | Julien    | 12  | Charmey, Suisse                | Vivre ou survivre - Daniel Balavoine                     | Le coach a buzzé sur ce candidat  | —                                 | Le coach a buzzé sur ce candidat  | Rejoint                           |
| 14    | Jody      | 13  | Saint-André, La Réunion        | Histoire éternelle - Lucie Dolène                        | —                                 | —                                 | Rejoint                           | —                                 |

Rania et Sara sont sœurs.

#### Épisode 2: les auditions à l'aveugle (2)
Le deuxième épisode est diffusé le 29 août 2020 à 21 h 5.
| Ordre | Candidat  | Âge | Localisation                            | Chanson                                             | Choix des coachs et des candidats | Choix des coachs et des candidats | Choix des coachs et des candidats | Choix des coachs et des candidats |
| Ordre | Candidat  | Âge | Localisation                            | Chanson                                             | Soprano                           | Jenifer                           | Kendji                            | Patrick                           |
| ----- | --------- | --- | --------------------------------------- | --------------------------------------------------- | --------------------------------- | --------------------------------- | --------------------------------- | --------------------------------- |
| 1     | Stefi     | 14  | Forbach, Moselle                        | At Last - Etta James                                | —                                 | Le coach a buzzé sur ce candidat  | Rejoint                           | Le coach a buzzé sur ce candidat  |
| 2     | Iliane    | 10  | Boulange, Moselle                       | Tout oublier - Angèle & Roméo Elvis                 | Rejoint                           | Le coach a buzzé sur ce candidat  | Le coach a buzzé sur ce candidat  | Le coach a buzzé sur ce candidat  |
| 3     | Kayla     | 8   | Saint Augustine, États-Unis             | Singin' in the Rain - Gene Kelly                    | Éliminée                          | Éliminée                          | Éliminée                          | Éliminée                          |
| 4     | Éma       | 11  | Cabris, Alpes-Maritimes                 | Les filles d'aujourd'hui - Joyce Jonathan & Vianney | Le coach a buzzé sur ce candidat  | Le coach a buzzé sur ce candidat  | Le coach a buzzé sur ce candidat  | Rejoint                           |
| 5     | Léna      | 7   | Gonderange, Luxembourg                  | Perhaps, perhaps, perhaps - Doris Day               | Le coach a buzzé sur ce candidat  | Rejoint                           | Le coach a buzzé sur ce candidat  | Le coach a buzzé sur ce candidat  |
| 6     | Naomi     | 11  | Mamer, Luxembourg                       | Bohemian Rhapsody - Queen                           | Le coach a buzzé sur ce candidat  | Le coach a buzzé sur ce candidat  | Rejoint                           | Kendji                            |
| 7     | Ferdinand | 13  | Le Pré-Saint-Gervais, Seine-Saint-Denis | Mardy bum - Arctic Monkeys                          | —                                 | Rejoint                           | —                                 | —                                 |
| 8     | Abdellah  | 15  | Bayonne, Pyrénées-Atlantiques           | Ghir rohi - Ayoub Khalifi                           | Le coach a buzzé sur ce candidat  | —                                 | Rejoint                           | Le coach a buzzé sur ce candidat  |
| 9     | Mattéo    | 9   | Menton, Alpes-Maritimes                 | Rock'n'roll man - Johnny Hallyday                   | Éliminé                           | Éliminé                           | Éliminé                           | Éliminé                           |
| 10    | Ilan      | 11  | Nice, Alpes-Maritimes                   | Les feux d'artifice - Calogero                      | Rejoint                           | Le coach a buzzé sur ce candidat  | Le coach a buzzé sur ce candidat  | Le coach a buzzé sur ce candidat  |
| 11    | Alice     | 12  | La Bastide-des-Jourdans, Vaucluse       | Let's Get Loud - Jennifer Lopez                     | Le coach a buzzé sur ce candidat  | Le coach a buzzé sur ce candidat  | Le coach a buzzé sur ce candidat  | Rejoint                           |
| 12    | Émilia    | 14  | Genève, Suisse                          | Knockin' on Heaven's Door - Bob Dylan               | Le coach a buzzé sur ce candidat  | Le coach a buzzé sur ce candidat  | Rejoint                           | —                                 |
| 13    | Thomas    | 11  | Le Portel, Pas-de-Calais                | Que tu reviennes - Patrick Fiori                    | —                                 | —                                 | —                                 | Rejoint                           |
| 14    | Tom       | 11  | Saint-Vincent-de-Tyrosse, Landes        | Il suffira d'un signe - Jean-Jacques Goldman        | Éliminé                           | Éliminé                           | Éliminé                           | Éliminé                           |
| 15    | Zoé       | 9   | Gentilly, Val-de-Marne                  | Homeless - Marina Kaye                              | Rejoint                           | —                                 | —                                 | —                                 |

#### Épisode 3: les auditions à l'aveugle (3)
Le troisième épisode est diffusé le 5 septembre 2020 à 21 h 5.
| Ordre | Candidat                                                | Âge                     | Localisation                    | Chanson                                                      | Choix des coachs et des candidats | Choix des coachs et des candidats | Choix des coachs et des candidats | Choix des coachs et des candidats |
| Ordre | Candidat                                                | Âge                     | Localisation                    | Chanson                                                      | Soprano                           | Jenifer                           | Kendji                            | Patrick                           |
| ----- | ------------------------------------------------------- | ----------------------- | ------------------------------- | ------------------------------------------------------------ | --------------------------------- | --------------------------------- | --------------------------------- | --------------------------------- |
| 1     | Flora                                                   | 12                      | Cavalaire-sur-Mer, Var          | Respect - Aretha Franklin                                    | Rejoint                           | Le coach a buzzé sur ce candidat  | Le coach a buzzé sur ce candidat  | Le coach a buzzé sur ce candidat  |
| 2     | Tony                                                    | 12                      | Grenoble, Isère                 | Ça pleure aussi un homme - Ginette Reno (version d'El Chato) | Le coach a buzzé sur ce candidat  | Le coach a buzzé sur ce candidat  | Rejoint                           | Le coach a buzzé sur ce candidat  |
| 3     | Maxence                                                 | 15                      | Sardieu, Isère                  | Dommage - Bigflo et Oli                                      | Éliminé                           | Éliminé                           | Éliminé                           | Éliminé                           |
| 4     | Lohi                                                    | 13                      | Ascain, Pyrénées-Atlantiques    | Je veux être vieux - Slimane                                 | —                                 | Rejoint                           | Le coach a buzzé sur ce candidat  | —                                 |
| 5     | Kanesha                                                 | 11                      | Saxon, Suisse                   | Soppana sundari - D. Imman                                   | Le coach a buzzé sur ce candidat  | Rejoint                           | Le coach a buzzé sur ce candidat  | Le coach a buzzé sur ce candidat  |
| 6     | Antoine                                                 | 12                      | Stockholm, Suède                | Encore et encore - Jenifer                                   | Éliminé                           | Éliminé                           | Éliminé                           | Éliminé                           |
| 7     | Lola                                                    | 15                      | Bordeaux, Gironde               | idontwannabeyouanymore - Billie Eilish                       | Rejoint                           | Le coach a buzzé sur ce candidat  | Le coach a buzzé sur ce candidat  | Soprano                           |
| 8     | Enzo                                                    | 10                      | Hong Kong                       | Can't Hold Us - Macklemore & Ryan Lewis                      | Rejoint                           | —                                 | —                                 | Le coach a buzzé sur ce candidat  |
| 9     | Martin                                                  | 13                      | Connerré, Sarthe                | Les oubliés - Gauvain Sers                                   | —                                 | —                                 | —                                 | Rejoint                           |
| 10    | Arieh                                                   | 12                      | Romainville, Seine-Saint-Denis  | Always Remember Us This Way - Lady Gaga                      | —                                 | —                                 | Rejoint                           | —                                 |
| 11    | Musical Kids (Anna, Sana, Oz, Chanelle, Sarah et Lucas) | 10, 12, 13, 13, 15 & 15 | Île-de-France                   | The Show Must Go On - Queen                                  | Le coach a buzzé sur ce candidat  | —                                 | —                                 | Rejoint                           |
| 12    | Amélya                                                  | 9                       | Puget-sur-Argens, Var           | Ce n'était qu'un rêve - Céline Dion                          | Éliminée                          | Éliminée                          | Éliminée                          | Éliminée                          |
| 13    | Myriam                                                  | 9                       | Marseille, Bouches-du-Rhône     | Je t'aime - Lara Fabian                                      | Rejoint                           | —                                 | —                                 | —                                 |
| 14    | Lou                                                     | 12                      | Valbonne, Alpes-Maritimes       | Fils de - Jacques Brel                                       | —                                 | Le coach a buzzé sur ce candidat  | Rejoint                           | Le coach a buzzé sur ce candidat  |
| 15    | Gabrielle                                               | 13                      | Neuilly-sur-Seine, Val-de-Marne | Hurt - Christina Aguilera                                    | —                                 | Rejoint                           | —                                 | —                                 |

#### Épisode 4: les auditions à l'aveugle (4)
Le quatrième épisode est diffusé le 12 septembre 2020 à 21 h 5.
| Ordre | Candidat | Âge | Localisation                           | Chanson                                     | Choix des coachs et des candidats | Choix des coachs et des candidats | Choix des coachs et des candidats | Choix des coachs et des candidats |
| Ordre | Candidat | Âge | Localisation                           | Chanson                                     | Soprano                           | Jenifer                           | Kendji                            | Patrick                           |
| ----- | -------- | --- | -------------------------------------- | ------------------------------------------- | --------------------------------- | --------------------------------- | --------------------------------- | --------------------------------- |
| 1     | Maya     | 9   | Marseille, Bouches-du-Rhône            | Shallow - Bradley Cooper & Lady Gaga        | Le coach a buzzé sur ce candidat  | Le coach a buzzé sur ce candidat  | Le coach a buzzé sur ce candidat  | Rejoint                           |
| 2     | Tchavolo | 15  | Angoulême, Charente                    | Moi aimer toi - Vianney                     | —                                 | —                                 | —                                 | Rejoint                           |
| 3     | Anna     | 8   | Metz, Moselle                          | Bonjour Vietnam - Quỳnh Anh                 | Éliminée                          | Éliminée                          | Éliminée                          | Éliminée                          |
| 4     | Chiara   | 15  | Paris, Île-de-France                   | Wasting My Young Years - London Grammar     | Le coach a buzzé sur ce candidat  | Le coach a buzzé sur ce candidat  | Rejoint                           | —                                 |
| 5     | Arnaud   | 10  | Saint-André-de-Cubzac, Gironde         | Tous les cris les S.O.S. - Daniel Balavoine | Rejoint                           | —                                 | Le coach a buzzé sur ce candidat  | Le coach a buzzé sur ce candidat  |
| 6     | Maxence  | 14  | Garches, Hauts-de-Seine                | All I Ask - Adele                           | Rejoint                           | Le coach a buzzé sur ce candidat  | Le coach a buzzé sur ce candidat  | Le coach a buzzé sur ce candidat  |
| 7     | Emma     | 12  | Septèmes-les-Vallons, Bouches-du-Rhône | Adagio - Lara Fabian                        | —                                 | Le coach a buzzé sur ce candidat  | Le coach a buzzé sur ce candidat  | Rejoint                           |
| 8     | Tess     | 15  | Issy-les-Moulineaux, Hauts-de-Seine    | À fleur de toi - Vitaa (version de Slimane) | —                                 | Rejoint                           | Le coach a buzzé sur ce candidat  | Le coach a buzzé sur ce candidat  |
| 9     | Cloé     | 15  | Montélimar, Drôme                      | Something's Got a Hold on Me - Etta James   | Éliminée                          | Éliminée                          | Éliminée                          | Éliminée                          |
| 10    | Éva      | 14  | Charenton-le-Pont, Val-de-Marne        | Tears Dry on Their Own - Amy Winehouse      | —                                 | Rejoint                           | Le coach a buzzé sur ce candidat  | Le coach a buzzé sur ce candidat  |
| 11    | Samvel   | 12  | Marseille, Bouches-du-Rhône            | Tun im hayreni - Arabo Ispiryan             | —                                 | Le coach a buzzé sur ce candidat  | —                                 | Rejoint                           |
| 12    | Chloé    | 11  | Villeparisis, Seine-et-Marne           | Tout doucement - Bibie                      | —                                 | —                                 | Rejoint                           | —                                 |
| 13    | Nathan   | 12  | Londres, Royaume-Uni                   | Someone You Loved - Lewis Capaldi           | —                                 | Rejoint                           | Le coach a buzzé sur ce candidat  | —                                 |
| 14    | Mathis   | 12  | Bayonne, Pyrénées-Atlantiques          | Et maintenant - Gilbert Bécaud              | Éliminé                           | Éliminé                           | Éliminé                           | Éliminé                           |
| 15    | Marilou  | 14  | Narbonne, Aude                         | Shake It Off - Taylor Swift                 | —                                 | —                                 | Rejoint                           | —                                 |

### Étape 2: lesBattles
Au sein de leurs équipes, les coachs ont créé des trios de candidats, selon les registres vocaux de leurs candidats, pour chanter une chanson. Chaque coach est épaulé par un artiste dans son coaching, Soprano est accompagné de Dadju, Jenifer est accompagnée de Matt Pokora, Kendji est accompagné de Vianney et Patrick Fiori est accompagné de Michaël Youn. À chaque prestation de trio, l'un des trois talents est qualifié pour l'étape suivante pour la demi-finale. Les deux autres candidats sont éliminés du concours.

#### Épisode 5: les battles (1)
Le cinquième épisode est diffusé le 19 septembre 2020 à 21 h 5.
Les coachs ont interprété Viens on s'aime de Slimane
| Coach         | Ordre | Gagnant  | Chanson                                        | Perdants     |
| ------------- | ----- | -------- | ---------------------------------------------- | ------------ |
| Jenifer       | 1     | Sara     | So am I - Ava Max                              | Gabrielle    |
| Jenifer       | 1     | Sara     | So am I - Ava Max                              | Éva          |
| Patrick Fiori | 2     | Rébecca  | Utile - Julien Clerc                           | Martin       |
| Patrick Fiori | 2     | Rébecca  | Utile - Julien Clerc                           | Thomas       |
| Soprano       | 3     | Enzo     | Empire State of Mind - Jay-Z feat. Alicia Keys | Lola         |
| Soprano       | 3     | Enzo     | Empire State of Mind - Jay-Z feat. Alicia Keys | Iliane       |
| Kendji Girac  | 4     | Naomi    | Rolling in the Deep - Adele                    | Émilia       |
| Kendji Girac  | 4     | Naomi    | Rolling in the Deep - Adele                    | Marilou      |
| Jenifer       | 5     | Léna     | Tombé - M. Pokora                              | Kanesha      |
| Jenifer       | 5     | Léna     | Tombé - M. Pokora                              | Nathan       |
| Soprano       | 6     | Timéo    | In My Blood - Shawn Mendes                     | Diodick      |
| Soprano       | 6     | Timéo    | In My Blood - Shawn Mendes                     | Maxence      |
| Patrick Fiori | 7     | Samvel   | Plus tard - Bigflo et Oli                      | Julien       |
| Patrick Fiori | 7     | Samvel   | Plus tard - Bigflo et Oli                      | Musical Kids |
| Kendji Girac  | 8     | Abdellah | Hola Señorita - Gims feat. Maluma              | Maxime       |
| Kendji Girac  | 8     | Abdellah | Hola Señorita - Gims feat. Maluma              | Tony         |

#### Épisode 6: les battles (2)
Le sixième épisode est diffusé le 26 septembre 2020 à 21 h 5.
| Coach         | Ordre | Gagnant   | Chanson                                           | Perdants  |
| ------------- | ----- | --------- | ------------------------------------------------- | --------- |
| Soprano       | 1     | Rania     | Dans un autre monde - Céline Dion                 | Flora     |
| Soprano       | 1     | Rania     | Dans un autre monde - Céline Dion                 | Myriam    |
| Jenifer       | 2     | Lissandro | Les Play-Boys - Jacques Dutronc                   | Jérémy    |
| Jenifer       | 2     | Lissandro | Les Play-Boys - Jacques Dutronc                   | Ferdinand |
| Patrick Fiori | 3     | Éma       | Somebody That I Used to Know - Gotye feat. Kimbra | Élaia     |
| Patrick Fiori | 3     | Éma       | Somebody That I Used to Know - Gotye feat. Kimbra | Emma      |
| Kendji Girac  | 4     | Jody      | Clown - Soprano                                   | Lou       |
| Kendji Girac  | 4     | Jody      | Clown - Soprano                                   | Arieh     |
| Jenifer       | 5     | Lohi      | Avant toi - Vitaa et Slimane                      | Noémie    |
| Jenifer       | 5     | Lohi      | Avant toi - Vitaa et Slimane                      | Tess      |
| Patrick Fiori | 6     | Alice     | One Last Time - Ariana Grande feat. Kendji Girac  | Tchavolo  |
| Patrick Fiori | 6     | Alice     | One Last Time - Ariana Grande feat. Kendji Girac  | Maya      |
| Soprano       | 7     | Zoé       | Savoir aimer - Florent Pagny                      | Arnaud    |
| Soprano       | 7     | Zoé       | Savoir aimer - Florent Pagny                      | Ilan      |
| Kendji Girac  | 8     | Chiara    | Chandelier - Sia                                  | Stefi     |
| Kendji Girac  | 8     | Chiara    | Chandelier - Sia                                  | Chloé     |

À l'issue des Battles, les équipes sont constituées :
| Soprano | Jenifer   | Kendji Girac | Patrick Fiori |
| ------- | --------- | ------------ | ------------- |
| Enzo    | Sara      | Naomi        | Rébecca       |
| Timéo   | Léna      | Abdellah     | Samvel        |
| Rania   | Lissandro | Jody         | Éma           |
| Zoé     | Lohi      | Chiara       | Alice         |

### Étape 3: la demi-finale
Le septième épisode est diffusé le 3 octobre 2020 à 21 h 5.
| Coach         | Ordre | Talent    | Chanson                                         | Résultat |
| ------------- | ----- | --------- | ----------------------------------------------- | -------- |
| Jenifer       | 1     | Lissandro | One Way or Another - Blondie                    | Sauvé    |
| Jenifer       | 2     | Lohi      | S'il suffisait d'aimer - Céline Dion            | Éliminé  |
| Jenifer       | 3     | Sara      | I Put a Spell on You - Screamin' Jay Hawkins    | Sauvée   |
| Jenifer       | 4     | Léna      | Les choses simples - Jenifer et Slimane         | Éliminée |
| Patrick Fiori | 5     | Alice     | Conga - Gloria Estefan                          | Éliminée |
| Patrick Fiori | 6     | Rébecca   | You Raise Me Up - Josh Groban                   | Sauvée   |
| Patrick Fiori | 7     | Samvel    | Je m'voyais déjà - Charles Aznavour             | Éliminé  |
| Patrick Fiori | 8     | Éma       | Memory - Barbra Streisand                       | Sauvée   |
| Kendji Girac  | 9     | Naomi     | I'll Never Love Again - Lady Gaga               | Sauvée   |
| Kendji Girac  | 10    | Jody      | Oh Happy Day - The Edwin Hawkins Singers        | Éliminé  |
| Kendji Girac  | 11    | Chiara    | La Mamma - Charles Aznavour                     | Éliminée |
| Kendji Girac  | 12    | Abdellah  | Lettre à France - Michel Polnareff              | Sauvé    |
| Soprano       | 13    | Rania     | SOS d'un terrien en détresse - Daniel Balavoine | Sauvée   |
| Soprano       | 14    | Enzo      | Lose Yourself - Eminem                          | Sauvé    |
| Soprano       | 15    | Zoé       | Je sais pas - Céline Dion                       | Éliminée |
| Soprano       | 16    | Timéo     | Toutes les machines ont un cœur - Maëlle        | Éliminé  |

À l'issue de la demi-finale, les équipes sont constituées :
| Soprano | Jenifer   | Kendji Girac | Patrick Fiori |
| ------- | --------- | ------------ | ------------- |
| Rania   | Lissandro | Naomi        | Rébecca       |
| Enzo    | Sara      | Abdellah     | Éma           |

### Étape 4: la finale
Le huitième épisode est diffusé le 10 octobre 2020 à 21 h 5.
Jenifer étant testée positive au Covid-19, elle n'est pas présente sur le plateau pour la finale  mais intervient en visioconférence depuis chez elle,.
Julien Doré est présent pour cette finale en tant que Super Coach et ayant sorti son nouvel album Aimée le 4 septembre dernier.
Des invités viennent chanter avec les candidats tel que Louane, Gims, Dadju et Florent Pagny.
Rébecca, coachée par Patrick Fiori, remporte cette septième édition avec 46,2 % des votes du public face à Abdellah (25,3 %), Naomi (20 %) et Éma (8,5 %).
| Coach         | Ordre | Talent    | Chanson                                 | Résultat |
| ------------- | ----- | --------- | --------------------------------------- | -------- |
| Soprano       | 1     | Rania     | All by Myself - Céline Dion             | Éliminée |
| Jenifer       | 2     | Lissandro | Blame It on the Boogie - The Jacksons   | Éliminé  |
| Patrick Fiori | 3     | Rébecca   | Sois tranquille - Emmanuel Moire        | Sauvée   |
| Kendji Girac  | 4     | Abdellah  | Quand on n'a que l'amour - Jacques Brel | Sauvé    |
| Patrick Fiori | 5     | Éma       | Your Song - Elton John                  | Sauvée   |
| Soprano       | 6     | Enzo      | Uncover - Zara Larsson                  | Éliminé  |
| Jenifer       | 7     | Sara      | Je te promets - Johnny Hallyday         | Éliminée |
| Kendji Girac  | 8     | Naomi     | J'y crois encore - Lara Fabian          | Sauvée   |

| Coach         | Ordre | Talent   | Chanson                                                  | En duo avec   | Résultat           |
| ------------- | ----- | -------- | -------------------------------------------------------- | ------------- | ------------------ |
| Patrick Fiori | 1     | Éma      | Fan - Pascal Obispo                                      | Patrick Fiori | Quatrième (8,5 %)  |
| Kendji Girac  | 2     | Abdellah | Bella ciao - Naestro feat. Gims, Vitaa, Dadju et Slimane | Kendji Girac  | Deuxième (25,3 %)  |
| Patrick Fiori | 3     | Rébecca  | Chanson sur ma drôle de vie - Véronique Sanson           | Patrick Fiori | Gagnante (46,2 %)  |
| Kendji Girac  | 4     | Naomi    | Histoire éternelle - Lucie Dolène                        | Kendji Girac  | Troisième (20,0 %) |

## Audiences
| Épisode | Jour de diffusion et étapes                       | Téléspectateurs | Parts de marché sur les 4 ans et plus | Classement des audiences de la soirée | Référence |
| ------- | ------------------------------------------------- | --------------- | ------------------------------------- | ------------------------------------- | --------- |
| 1       | Samedi 22 août 2020 (Audition à l'aveugle 1)      | 3 377 000       | 21,3 %                                | 2e                                    | [ 20 ]    |
| 2       | Samedi 29 août 2020 (Audition à l'aveugle 2)      | 3 830 000       | 22,1 %                                | 2e                                    | [ 21 ]    |
| 3       | Samedi 5 septembre 2020 (Audition à l'aveugle 3)  | 3 435 000       | 18,9 %                                | 3e                                    | [ 22 ]    |
| 4       | Samedi 12 septembre 2020 (Audition à l'aveugle 4) | 3 672 000       | 21,5 %                                | 2e                                    | [ 23 ]    |
| 5       | Samedi 19 septembre 2020 (Battles 1)              | 3 392 000       | 19,1 %                                | 2e                                    | [ 24 ]    |
| 6       | Samedi 26 septembre 2020 (Battles 2)              | 3 244 000       | 17,6 %                                | 2e                                    | [ 25 ]    |
| 7       | Samedi 3 octobre 2020 (Demi-finale)               | 3 932 000       | 22 %                                  | 1er                                   | [ 26 ]    |
| 8       | Samedi 10 octobre 2020 (Finale)                   | 3 964 000       | 22,1 %                                | 2e                                    | [ 27 ]    |